# Viktor Kassai
Viktor Kassai (ur. 10 września 1975) – węgierski sędzia piłarski, który mieszka w mieście Tatabánya na Węgrzech. Był międzynarodowym sędzią w latach 2003-2019.

## Kariera
Kassai został wybrany jako sędzia na Mistrzostwa Świata U-20 w Kanadzie w 2007 roku, gdzie sędziował dwa mecze w rozgrywkach grupowych: Brazylia – Korea Południowa oraz Argentyna – Korea Północna.
Kassai pełnił też funkcję sędziego technicznego na kilku meczach Mistrzostw Europy 2008 w Austrii oraz Szwajcarii. W tym samym roku sędziował też na igrzyskach olimpijskich w Pekinie w turnieju mężczyzn, w tym w finale.
Kassai sędziował pierwsze spotkanie barażowe MŚ 2010 pomiędzy Bahrajnem i Nową Zelandią w Manamie. Został on również wybrany na sędziego Mistrzostw Świata 2010 w Republice Południowej Afryki. Na tym turnieju prowadził między innymi spotkanie półfinałowe pomiędzy Niemcami i Hiszpanią.
W roku 2011 został wybrany na sędziego finału Ligi Mistrzów 2010/2011 pomiędzy Barceloną i Manchesterem United.
Rok później znalazł się w gronie dwunastu arbitrów wyznaczonych przez UEFA do prowadzenia meczów podczas EURO 2012. Na tym turnieju prowadził mecz Anglia – Ukraina w którym doszło do sporej kontrowersji. Ukraiński napastnik Marko Dević skierował piłkę do pustej bramki, ta jednak została wybita przez Johna Terry’ego. Jak pokazały powtórki piłka, całym obwodem, przekroczyła linię bramkową, jednak Kassai bramki nie uznał. Ukraińcy przegrali 1:0 i odpadli z turnieju. Po tym zdarzeniu rozgorzała dyskusja na temat obecności sędziów bramkowych, którzy byli obecni na tym turnieju. Ówczesny prezydent FIFA – Sepp Blatter stwierdził, że konieczne jest wprowadzenie w piłce technologii goal-line.
W roku 2013 został zaproszony na Puchar Zatoki Perskiej, gdzie prowadził dwa mecze w fazie grupowej. W tym samym roku był sędzią półfinałowego meczu Ligi Mistrzów pomiędzy Bayernem Monachium, a FC Barceloną zakończonego zwycięstwem niemieckiej drużyny 4:0. Po zakończeniu sezonu 2012/2013 został wyznaczony do prowadzenia spotkań w ramach Mistrzostw Świata U-20. W listopadzie tego samego roku został po raz drugi w karierze wyznaczony do sędziowania meczu barażowego o awans na Mistrzostwa Świata. Reprezentacja Meksyku gładko pokonała w nim Nową Zelandię 5:1, przybliżając się do awansu na Mistrzostwa Świata. Kassai nie znalazł się jednak w gronie sędziów wyznaczonych do prowadzenia spotkań w trakcie brazylijskiego turnieju.
W 2016 roku został jednym z arbitrów wyznaczonych do prowadzenia spotkań podczas Mistrzostw Europy. Poprowadził na nich między innymi mecz otwarcia Francja-Rumunia, a także ćwierćfinałowe starcie pomiędzy Niemcami i Włochami. Pod koniec roku w trakcie Klubowych Mistrzostw Świata został pierwszym w historii sędzią, który podyktował rzut karny po analizie powtórki na wideo.
W roku 2017 po raz trzeci w karierze pojechał na Mistrzostwa Świata U-20. Od tego czasu coraz rzadziej prowadził mecze międzynarodowe i w grudniu 2019 roku zdecydował się zakończyć karierę. Ostatnim poprowadzonym przez niego meczem międzynarodowym było spotkanie Ligi Mistrzów pomiędzy Atletico Madryt i Lokomotiwem Moskwa.
Oprócz narodowego języka węgierskiego, Kassai posługuje się również płynnie językiem niemieckim.